# E. E. Smith
Edward Elmer Smith (també conegut com a Doc Smith i Skylark Smith; 2 de maig de 1890, Sheboygan, Wisconsin - 31 d'agost de 1965) va ser un enginyer químic nord-americà especialitzat en enginyeria alimentària, però és més conegut per la seva faceta d'escriptor de ciència-ficció. De vegades és anomenat "pare de l'Space opera".

## Biografia
Fill de pares presbiterians, la seva família es va mudar a Spokane (Washington) i posteriorment a Seneaquoteen i Markham (Idaho). Va fer treballs manuals fins que, als 19 anys, es va fer mal al canell en fugir d'un incendi.
Va estudiar a la Universitat d'Idaho, on va obtenir dues graduacions en enginyeria química. Després de graduar-se, va treballar per a l'Oficina Nacional d'Estàndards. A la Primera Guerra Mundial va servir a cavalleria.
Es va casar el 5 d'octubre del 1915 a Boise, Idaho, amb Jeanne Craig MacDougall, germana del seu company d'habitació a la Universitat. Va tenir tres fills: Roderick (1918), Verna Jean (1920) i Clarissa (1921).
Aquell mateix any 1915, durant una conversa, el seu veí li va suggerir que plasmés les seves especulacions sobre viatges espacials en forma de novel·la. Smith va objectar que el llibre no es vendria sense episodis romàntics, els quals l'incomodava escriure. La dona del veí es va oferir a redactar aquestes parts si ell escrivia el nucli de la història. Smith va acceptar i el resultat va ser Skylark of Space. La història va ser publicada a Amazing Stories vuit anys després. Amb tot, els 125 dòlars que en va rebre no van compensar els diners gastats en enviar el manuscrit a les editorials.
El 1917 va obtenir un màster en química per la Universitat de Washington, i el 1918 es va doctorar. A part d'escriure, "Doc" Smith va treballar com a químic en la indústria alimentària.
Va morir el 31 d'agost de 1965. En honor seu, l'Associació de Ciència Ficció de Nova Anglaterra concedeix, des de 1966, el premi Skylark a autors que hagin destacat per les seves contribucions a la ciència-ficció i per les seves qualitats personals.

## Obra
L'obra de "Doc" Smith és considerada com el germen de la Space opera, amb milions de naus espacials, cons de destrucció, éssers de pur intel·lecte amb milers d'anys d'edat, diverses capacitats mentals conegudes com "psiòniques", galàxies senceres destruïdes per la guerra...
El seu amic Robert A. Heinlein explica d'ell que és possible que "Doc" Smith es basés per als seus personatges (aparentment irreals) en allò que per a ell era la vida real: "Doc" Smith era alt, ros, atlètic i intel·ligent, i la seva dona també era atractiva i intel·ligent.

### Sèries

#### Lensman
- Triplanetary (1934)
- First Lensman (1950)
- Galactic Patrol (1937)
- Gray Lensman (1939)
- Second Stage Lensman (1941)
- Children of the Lens (1947)
- The Vortex Blaster (1941)

#### Skylark
- The Skylark of Space (1920)
- Skylark Three (1930)
- Skylark of Valeron (1934)
- Skylark DuQuesne (1965,)

#### Subspace
- Subspace Explorers (1965)
- Subspace Encounter (1983)

#### Family d'Alembert (amb Stephen Goldin)
- Imperial Stars (1976)
- Stranglers' Moon (1976)
- The Clockwork Traitor (1976)
- Getaway World (1977)
- Appointment at Bloodstar (1978)
- The Purity Plot (1978)
- Planet of Treachery (1981)
- Eclipsing Binaries (1983)
- The Omicron Invasion (1984)
- Revolt of the Galaxy (1985)

#### Lord Tedric (amb Gordon Eklund)
- Lord Tedric (1978)
- The Space Pirates (1979)
- Black Knight of the Iron Sphere (1979)
- Àlien Realms (1980)

### Novel·les
- Spacehounds of IPC (1931)
- The Galaxy Prevalguis (1959)
- Masters of Space (1976) (amb E. Everett Evans)

## Premis
- 2003 — Inclòs en el Saló de la Fama de la Ciència-ficció